# Owady krwiopijne
Owady krwiopijne – owady odżywiające się krwią (hematofagi), głównie kręgowców. Wśród owadów krwiopijnych są gatunki, które odżywiają się krwią we wszystkich stadiach rozwojowych (np. wszy, niektóre pluskwiaki różnoskrzydłe takie jak pluskwa domowa) lub tylko w stadium imago, np. pchły, meszki, samice komarów, kuczmanów, bąków i innych muchówek. Krwią odżywiają się także inne owady, które same nie rozcinają skóry żywiciela, ale zlizują wypływającą krew  z ran, zrobionych np. przez bąki i ślepaki.